# آمبولی چربی
آمبولی چربی (به انگلیسی: Fat embolism) گرفته شدن عروق در اثر ورود بافت چربی به داخل جریان خون است. این وضعیت می‌تواند با علایمی همچون تنگی نفس، هیپوکسی، راش پتشیال، اختلالات عصبی و کاهش پلاکت خود را نشان دهد. این عارضه می‌تواند در اثر شکستگی‌های استخوان‌های بزرگ ایجاد شود.  

## پاتوفیزیولوژی
برای پاتوفیزیولوژی این یافته بالینی که همراه شکستگی‌ها و بیماری‌های عمومی دیگر مثل سوختگی‌های وسیع، پیوند اعضاء، دیده می‌شود علت کاملاً مشخصی یافته نشده‌است. دو فرضیه متداول که علت احتمالی آن را بیان می‌کند عبارتند از:
- فرضیه ورود چربی به خون. مثلاً در شکستگی‌های استخوان‌های بلند و لگن، قطرات چربی مغز استخوان به عروق پاره شده در اثر شکستکی داخل می‌شوند سپس به ریه رفته و علائم تنفسی را ایجاد می‌کنند.
- فرضیه تشکیل داخل عروقی چربی این‌گونه بیان می‌شود که قطرات میکروسکپی چربی[و ۲] در خون محیطی به همراه پلاکت‌ها به همدیگر چسبیده و متراکم شده [و ۳]و تشکیل آمبولی چربی می‌کنند و با آزاد کردن چربی آزاد و آنزیم‌ها موجب بروز علائم می‌گردند.[۲]

## علائم
علائم بیماری شبیه سندرم زجر تنفسی بزرگسالان  است. بیمار دچار تنگی نفس، تندنفسی، تندتپشی و علائم عمومی مثل تب و خواب‌آلودگی، افت هشیاری و حتی کما می‌گردد. علائم دیگر مثل ضایعات پوستی به صورت پتشی در صورت و گردن و ملتحمه چشم نیز شایع است. در برخی موارد، افزایش شدید فشار خون نیز گزارش شده است.
 علائم بالینی معمولاً بعد از ۴۸ تا ۷۲ ساعت بعد از بروز بیماری ظاهر می‌گردند.

## تشخیص
تشخیص به‌طور عمده با علائم بالینی است ولی یافته‌های پاراکلینیک نیز کمک‌کننده است. از یافته‌های مهم آن می‌توان به کاهش مقدار پلاکت‌های خون و کاهش هموگلوبین اشاره کرد. اندازه‌گیری فشار اکسیژن شریانینیز کمک‌کننده تشخیص است. هرچند یافته‌های پرتونگاری در پاره‌ای از موارد به تشخیص کمک می‌کند ولی اختصاصی نیستند.

## درمان
آمبولی چربی از نظر بروز بالینی به دو نوع شدید و خفیف ظاهر می‌گردد انواع شدید آن با آمار مرگ و میر بالایی همراه است. درمان اختصاصی وجود ندارد و معمولا درمان حمایتی انجام می‌شود، مانند تجویز اکسیژن و کمک به بهبود وضع تنفسی بیمار و اصلاح کم‌خونی که جزء درمان‌های اولیه و اصلی است. دادن داروهای ضد انعقاد خون و کورتیکواستروئید‌ها نیز مؤثر است.

## پیشگیری
برای پیشگیری از وقوع آمبولی چربی و آمبولی لخته ای، روش‌های مختلف از جمله روش‌های داروئی و فیزیکی بکار برده می‌شوند. مصرف کورتیکواستروئید‌ها، آسپیرین، هپارین و هپارین با وزن ملکولی سبک از روش‌های داروئی است. با وجود اینکه هپارین با وزن ملکولی سبک مصرف متداولی در بعضی بیماران دارد، ولی دلایل مبتنی بر شواهد نتوانسته مزیت یکی را بر دیگری اثبات کند.

## واژه‌نامه
1. ↑  Neurological Deficits
2. ↑  Chylomicron
3. ↑  Aggregation
4. ↑  Adult Respiratory Distress Syndrome
5. ↑  PaO2
6. ↑   Thromboembolism
7. ↑   Low molecular weight heparin